# بابی کریگ (بازیکن فوتبال، زاده ۱۹۲۸)
بابی کریگ (انگلیسی: Bobby Craig; ۱۶ ژوئن ۱۹۲۸ – ۲۰۱۶ (۸۷−۸۸ سال)) بازیکن فوتبال اهل بریتانیا بود.
از باشگاه‌هایی که در آن بازی کرده‌است می‌توان به باشگاه فوتبال بدفورد تاون اشاره کرد.